# Ґуннар Ларссон (плавець)
Карл Ґуннар Ларссон (швед. Karl Gunnar Larsson; 12 травня 1951) — шведський плавець, дворазовий олімпійський чемпіон, чемпіон світу та триразовий чемпіон Європи з плавання.

## Виступи на Олімпіадах
| Олімпіада   | Дисципліна                             | Місце     |
| ----------- | -------------------------------------- | --------- |
| Мехіко 1968 | 200 м вільним стилем                   | 4 h4 r1/2 |
| Мехіко 1968 | 400 м вільним стилем                   | 2 h5 r1/2 |
| Мехіко 1968 | 1500 м вільним стилем                  | 3 h3 r1/2 |
| Мехіко 1968 | естафета 4×100 м вільним стилем        | 6 h1 r1/2 |
| Мехіко 1968 | естафета 4×200 м вільним стилем        | 8         |
| Мюнхен 1972 | 400 м вільним стилем                   | 1 h1 r1/2 |
| Мюнхен 1972 | естафета 4×200 м вільним стилем        | 4         |
| Мюнхен 1972 | 200 м комплексним плаванням            | 1         |
| Мюнхен 1972 | 400 м комплексним плаванням            | 1         |
| Мюнхен 1972 | естафета 4×100 м комплексним плаванням | 4 h3 r1/2 |